# Ipsilantisowie
Ipsilantisowie, Ipsilantis, Ypsilantis, gr. Υψηλάντης – książęcy ród Greków fanariockich. 
Z rodziny tej wywodzili się hospodarowie Mołdawii i Wołoszczyzny panujący na przełomie XVIII i XIX w. – Aleksander i Konstantyn; ten ostatni zbiegł na dwór cara rosyjskiego. Stąd część Ipsilantisów pełniła następnie tam wysokie funkcje wojskowe. Dwóch z pięciu synów Konstantyna zapisało się w historii greckiego ruchu narodowowyzwoleńczego. Najstarszy z nich, Aleksandros, generał wojsk rosyjskich, był liderem związku Filiki Eteria i wzniecił w 1821 nieudane powstanie przeciw Wysokiej Porcie w księstwach rumuńskich. Jego brat Dimitrios wyróżnił się w wojnie o niepodległość Grecji, gdzie kilkakrotnie powierzono mu funkcję naczelnego, wojskowego dowódcy powstania. Obaj uważani są w Grecji za bohaterów narodowych idei niepodległości. Żona Konstantyna i matka braci, księżna Elizawet Ipsilanti przekazała greckim powstańcom większą część swego znacznego, rodzinnego majątku.
W 1807 Konstantyn Ipsilanti nabył w Kijowie pałac, który stał się rodową siedzibą Ipsilatisów. Także w Kijowie, w cerkwi św. Jerzego znajdował się grób rodzinny Ipsilantisów. Po jej zniszczeniu, pomnik nagrobny Konstantyna Ipsilantiego, uznawany za dzieło o szczególnej wartości artystycznej, przeniesiono do soboru Mądrości Bożej, a następnie do soboru Zaśnięcia Matki Boskiej. W roku 1941 pomnik uległ zniszczeniu w wyniku eksplozji.
Nazwisko Ipsilantisów przyjęło miasto w Stanach Zjednoczonych, w stanie Michigan.